# Kupna

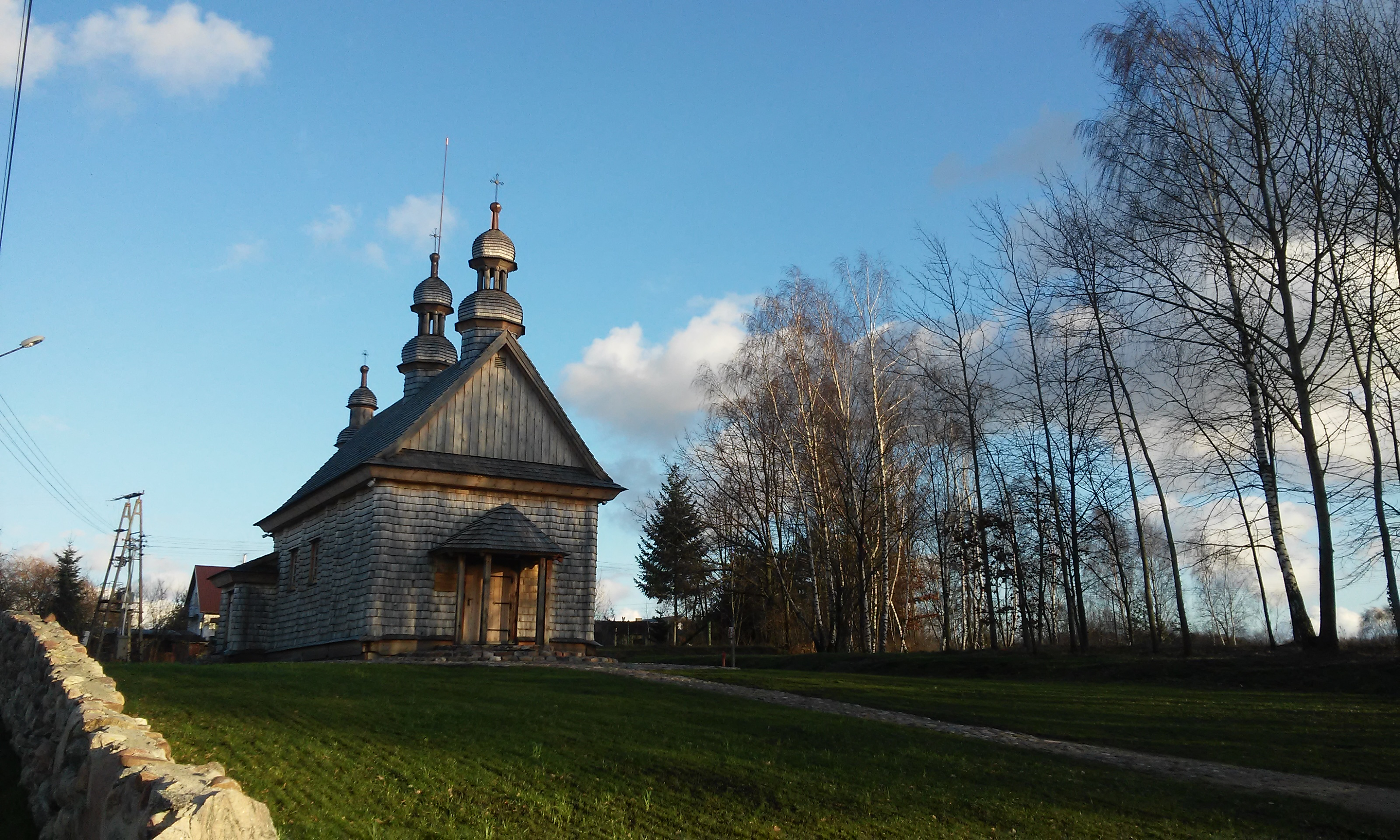
Zrekonstruowana cerkiew z Kupnej w Godkowie

Kupna – wieś w Polsce położona w województwie podkarpackim, w powiecie przemyskim, w gminie Krzywcza}.
W latach 1975–1998 miejscowość administracyjnie należała do województwa przemyskiego.
Miejscowość terytorialnie związana z gminą Krzywcza, położona w malowniczym terenie nad Sanem i na okolicznych pagórkach. Wzdłuż wschodniej granicy wsi płynie potok Kopia. Za dawnych czasów miejscowość nosiła nazwę Kupienko. Wieś jest wzmiankowana w akcie fundacyjnym parafii Krzywcza w 1398 roku.

## Historia
W XVI w. właścicielami Kupnej byli Orzechowscy herbu Oksza. Stanisław Orzechowski, sławny pisarz, przebywając w Kupnej napisał książkę " Diatriba Stanislai Orichuij Ruteni contra calumniam, Ad Andream Miekcium Tribunum ac Equitem Rutenum " w 1548 roku, a także niektóre listy do Jakuba Przyłuskiego. W XVII w. była własnością Krasickich, a następnie Woronowiczów i Józefa hr. Pinińskiego. W drugiej połowie XIX w. dziedzicem Kupnej był książę Adam Stanisław Sapieha.
Od czasów średniowiecznych istniała we wsi parafia prawosławna, o której publikowane wzmianki pochodzą z 1510. Po wprowadzeniu unii do 1785 r. była tu parafia greckokatolicka. Następnie cerkiew w Kupnej stanowiła filię parafii w Chyrzynie. Miejscowa cerkiew nosiła wezwanie Opieki Matki Boskiej. 
W 1720 r. istniała w Kupnej prywatna kaplica. Dziedzice miejscowości "nie mieli zwyczaju chodzić na msze św. do kościoła parafialnego", dlatego wybudowali własną kaplicę i utrzymywali kapelana.
W roku 1918 miała być rozpoczęta budowa kaplicy obrządku łacińskiego w Kupnej. Był już plan budowy oraz szczegółowy kosztorys. Jednak z powodu braku funduszy nigdy nie rozpoczęto budowy. 
W II Rzeczypospolitej wieś w powiecie przemyskim w województwie lwowskim.
Od roku 1937 w Kupnej prowadziły ochronkę w budynku szkolnym Siostry Franciszkanki Rodziny Maryi. Pracę tę prowadziły do wybuchu II wojny światowej.
W 1940 NKWD wywiozło na Syberię 8 Polaków z wioski. W latach 1945–1946 nacjonaliści ukraińscy z OUN-UPA zamordowali tutaj 15 Polaków, paląc większość gospodarstw.
Na skraju wsi zachowała się murowana dzwonnica z końca XIX w. 
W roku 1880 mieszkało w Kupnej 248 osób, w tym na terenie dworskim 41, a w 1938 r. było tu 510 mieszkańców, w tym 394 narodowości ukraińskiej. Większość mieszkańców wysiedlono z miejscowości w wyniku akcji "Wisła".
Do II wojny światowej cerkiew była filią parafii greckokatolickiej w Chyrzynce. Duszpasterzem tych placówek był ks. Chylak, który zmarł w okresie trwania wojny i został pochowany na cmentarzu w Kupnej.

## Demografia
- 1785 – 225 grekokatolików, 47 rzymskich katolików, 5 żydów
- 1840 – 233 grekokatolików
- 1859 – 290 grekokatolików
- 1879 – 320 grekokatolików
- 1899 – 323 grekokatolików
- 1926 – 318 grekokatolików
- 1938 – 394 grekokatolików (brak informacji o innych wyznaniach)'

## Ludzie
W Kupnej mieszka Grzegorz Lato – były reprezentant Polski w piłce nożnej, złoty medalista olimpijski.